# Ямтинъяха
Ямтинъяха (устар. Ям-Тин-Яха) — река в Ямальском районе Ямало-Ненецкого АО. Устье находится в 80 км по правому берегу реки Хадытаяха. Длина реки 30 км.

## Данные водного реестра
По данным государственного водного реестра России относится к Нижнеобскому бассейновому округу, водохозяйственный участок реки — Обь от города Салехард и до устья, речной подбассейн реки — бассейны притоков Оби ниже впадения Северной Сосьвы. Речной бассейн реки — (Нижняя) Обь от впадения Иртыша.